# Julia Constenla
Julia Josefina Chiquita Constenla (San Miguel de Tucumán, 19 de noviembre de 1927 - Buenos Aires, 14 de septiembre de 2011) fue una periodista argentina, que tuvo una amplia y destacada trayectoria en diversos medios gráficos durante varias décadas.

## Trayectoria
Trabajó en las revistas:
- Chicas (cuyo secretario de redacción era Juan Ángel Cotta),
- Damas y Damitas
- Mundo Argentino (dirigida por Ernesto Sabato),
- Tarea Universitaria (dirigida por Carlos Peralta),[4] y
- Che (dirigida por Pablo Giussani).

Se desempeñó como secretaria de redacción en las revistas:
- Mucho Gusto (dirigida por Pedro Muchnick),
- Gente (dirigida por Carlos Fontanarrosa),
- Crisis (dirigida por Eduardo Galeano) y
- Cuadernos del Tercer Mundo (dirigido por Neiva Moreira).

Escribió las biografías de:
- el obispo Justo Laguna,
- el escritor Ernesto Sabato,
- el bandoneonista Aníbal Troilo,[5]
- el guerrillero Ernesto Che Guevara de la Serna,
- la madre de este, Celia de la Serna,
- la presidenta chilena Michelle Bachelet,
- el presidente Raúl Alfonsín,
- y dejó sin terminar una biografía del presentador de televisión Marcelo Tinelli.[6]

También fue periodista de radio y televisión, y directora de Radio Belgrano (1985-1989).
El archivo de Julia Constenla y Pablo Giussani -con los originales, papeles de trabajo, correspondencia, fotografías y otros documentos reunidos por la pareja- se encuentra disponible a la consulta en el Departamento de Archivos de la Biblioteca Nacional Mariano Moreno de la República Argentina. 

## Primeros años
Después de haber estudiado para ser maestra, comenzó su actividad periodística en las revistas Damas y Damitas y Chicas de Divito, en Buenos Aires.
En 1949 conoció y formó una amistad de toda la vida con el escritor Ernesto Sabato, a quien le escribiría una biografía en los años noventa.
Constenla se casó con el periodista Pablo Giussani (1927-1991) ―quien en los años ochenta sería reconocido por su libro Montoneros, la soberbia armada―. Tuvieron cuatro hijos (tres mujeres y un varón) y cuatro nietos.
Constenla después trabajó en la revista Gente.

## El Che Guevara
En 1961, ella y su esposo vendieron su casa para crear la revista Che ―una publicación con simpatías hacia la Revolución cubana (1959-)―, junto con su amigo, el escritor y periodista Isidoro Gilbert. No tuvieron éxito comercial y lo perdieron todo.
En un periódico argentino se afirmó que Constenla «formó parte del staff de la revista 'cubana' Che».
Al perder su casa, en ese año alquilaron una casa al lado del escritor y periodista Rogelio García Lupo ―uno de los fundadores de la Agencia Prensa Latina― y a pocas cuadras de donde vivía Gilbert. Ellos y otros referentes culturales se juntaban a almorzar desde hace décadas todos los martes. Intercambiaban opiniones y las diferencias políticas los enriquecían. (Casi cuarenta años después, el 14 de septiembre de 2011, antes de partir a la sala de operaciones donde fallecería, le pidió a una de sus hijas que avisara que no podría estar presente esa semana).
Chiquita Constenla fue amiga y biógrafa de Celia de la Serna ―la madre del guerrillero argentino-cubano Ernesto Che Guevara― y del escritor Ernesto Sabato, cuya biografía publicó en 1997 y que fue reeditada poco tiempo después de la muerte del escritor (29 de abril de 2011).

Yo trabajaba en una revista femenina cuando el Che entra en La Habana. En ese momento, los combatientes eran seductores y además el Che no era un «cabecita» salido de una villa: era un Guevara de la Serna, de modo que en el primer viaje de Fidel la sociedad argentina le hace la venia. Cuando le propongo al director de la revista La Mujer entrevistar a la madre del Che Guevara, me dijo que fuera corriendo. Le dieron la tapa de la revista del 5 de enero de 1959 con el título «Siempre fue mi hijo más rebelde». Ese era el clima ese año. Poco después, la revolución se va definiendo por un perfil político que no es coincidente con las expectativas que tenían los generales que gobernaban en ese momento al país.
Julia Constenla, en una entrevista

En esa entrevista, Celia de la Serna de Guevara le confió personalmente el secreto de la verdadera fecha de nacimiento del Che:

El Che nació el 14 de mayo. Sin embargo, fue anotado un mes después, el 14 de junio, para ser presentado como sietemesino, porque Celia de la Serna se casó embarazada, pero siempre quiso ocultárselo a su familia.
Julia Constenla, en Celia, la madre del Che

El Che no nace por la opresión sino contra la opresión, porque es hijo de una mujer que se libera y se anima a tener relaciones prematrimoniales. Pero [Celia] falsea la fecha, porque sus tías se mueren si se enteran. El padre de Celia se suicidó cuando ella tenía 5 años y la madre murió cuando ella tenía 13. De modo que la criaron sus hermanas mayores y unas tías muy beatas, que si se imaginaban que la nena se quería casar, pero ya había tenido relaciones previas, se morían. Por eso, se fue hasta Rosario para dar a luz lejos de la familia y anotar al hijo un mes después. En definitiva, la fecha del nacimiento del Che corresponde a la opresión y su nacimiento a la liberación.
Julia Constenla, en una entrevista

Después de esa primera entrevista, Celia y Julia Constenla fueron amigas durante varios años, hasta el 18 de mayo de 1965 (la muerte de Celia).
Julia Constenla fue también íntima amiga de la periodista y escritora Susana Pirí Lugones (1925-1978) ―hija del torturador Polo Lugones (el tristemente célebre inventor de la picana eléctrica) y nieta del poeta Leopoldo Lugones―, quien sería asesinada por la dictadura de Videla, y de la actriz y guerrillera Lili Massaferro (1926-2001), quien en 2005 sería biografiada póstumamente por la escritora y periodista Laura Giussani (1960-), hija de Julia Constenla.
En 1964, Constenla viajó a Punta del Este (Uruguay) para cubrir la histórica conferencia del Che Guevara ―que entonces ya era ministro de Industria en Cuba―, quien con su memorable discurso destrozó el plan económico que el presidente estadounidense de John Kennedy había pergeñado para los países de América del Sur. Chiquita Constenla le hizo un largo reportaje al Che. Después contó que tras conversar con el Che, lloró durante toda la noche, «presintiendo tragedias y frustraciones», o simplemente, manifestando la sensibilidad que la caracterizó siempre.

El Che era un hombre de su generación, nacido a fines de la década del veinte. Los machistas no nacen de un repollo, son criados por mujeres y a él lo crio su madre. Pero es verdad que el Che tiene gestos machistas y el principal es su carta de despedida, en donde les confía a sus hijos varones (Camilo y Ernesto) la continuidad en el esfuerzo de la construcción de Cuba. Pero él tiene hijas mujeres (Hilda, Aleida y Celia) a las que no menciona como continuadoras de la Revolución y que después efectivamente serán continuadoras de la transformación en Cuba. Incluso su mujer (Aleida March) también lo acompañó en la guerrilla, él sabe por experiencia propia que estamos en un pie de igualdad. Pero cuando llega el momento de una definición de despedida confía el mandato a los varones. Por eso, una de las hijas del Che, hoy define: «El papi era machista».
Julia Constenla, en una entrevista

Muchos años después, Constenla contó que un diplomático del gobierno de Arturo Frondizi le había confiado acerca del encuentro planeado entre el presidente Arturo Frondizi y el Che. Ese encuentro en las sombras ―que sucedió el 18 de agosto de 1961― conmovió a la cúpula militar argentina y resultó una de las causas del golpe de Estado que volteó al presidente el 29 de marzo de 1962.

## Exilio
En 1973, debido a sus ideas políticas, fue dejada cesante en la revista Gente. Fue redactora del mensuario Crisis, donde trabajó junto a Eduardo Galeano (su director), Juan Gelman, Aníbal Ford y Rogelio García Lupo.
Con su familia se mudó a Vicente López (provincia de Buenos Aires), a 20 km de Buenos Aires, donde fueron vecinos del escritor y periodista montonero Rodolfo Walsh.
Dirigió la editorial Tiempo de Ideas y la colección Crónicas (en la editorial Jorge Álvarez). Dirigió también 29 números ―en colaboración con Aníbal Ford― de los Cuadernos de Crisis (textos sobre política y cultura, publicados por la editorial de la revista Crisis).
Su esposo trabajaba como jefe de redacción en el diario Noticias, relacionado con el movimiento guerrillero Montoneros. Sus dos hijas menores, Virginia y Laura, militaban en la JP (Juventud Peronista).

Julia Constenla, la esposa de Giussani, estaba acostumbrada a una vida que combinaba en distintas proporciones elementos revolucionarios y burgueses ―la mucama que atendía su casa hacía lo mismo en la casa de otra madre trabajadora y de izquierda, María Victoria Walsh―. Su amplio departamento alquilado en la avenida Rivadavia al 2300, mantuvo la puerta abierta ―literalmente: sin llave― hasta 1976. [Dice Julia Constenla:] «Para desayunar había entre siete y ocho personas; para almorzar, entre diez y doce; para cenar siempre más de diez. Se recibía bien; muy agradable época.
Gabriela Esquivada, en «Noticias» de los montoneros

En octubre de 1976, con Argentina inmersa en el terrorismo de Estado iniciado con el golpe de Estado del 24 de marzo de 1976 por el Proceso de Reorganización Nacional ―que duraría hasta el 10 de diciembre de 1983― Constenla y su esposo Pablo Giussani se exiliaron en Roma (Italia).
Allí Giussani consiguió trabajo como editor de la agencia Inter Press Service. Más tarde fue nombrado jefe de redacción.
Entre 1977 y 1978 vivieron en Nueva York (Estados Unidos), donde Pablo Giussani fue redactor de la agencia Associated Press. Después regresaron a Roma.
En 1982, durante su activo exilio en Roma, Constenla organizó el Primer Encuentro Internacional: Mujer, Comunicación y Desarrollo en América Latina, auspiciado por la Organización de las Naciones Unidas y el Ministerio de Relaciones Exteriores de Italia.
Aunque no le gustaba decirlo a ella misma, en esas conferencias le legó al movimiento feminista italiano una frase que hizo historia: «Hay que feminizar la política y politizar el feminismo».

## Trabajos en Argentina
En 1984, Constenla regresó a Argentina con su esposo y sus cuatro hijos.
En 1986, en Buenos Aires, organizó el Segundo Encuentro Internacional: Mujer, Comunicación y Desarrollo en América Latina (el primero lo había gestado en Roma, durante su exilio) auspiciada por la Unesco y por la Secretaria de Cultura de la Nación.
En esos años creó los «desayunos» del grupo Mujeres en Democracia, que coordinaba con Mabel Bianco, a los que concurrían personalidades políticas ―entre ellas el propio presidente Raúl Alfonsín―. Con la restauración democrática, durante el gobierno del presidente Alfonsín, Constenla fue interventora de radio Belgrano ―entre 1985 y 1989―
Estuvo a cargo de la Oficina de Información para la Mujer (OIM) de la Unesco, y participó en diversos encuentros internacionales sobre comunicación.
El 1 de octubre de 1991 falleció su esposo, el periodista argentino Pablo Giussani, a los 63 años de edad.
En 2005, Constenla fue candidata radical a diputada nacional porteña.
El 7 de junio de 2010 ―día en que se conmemoraron los 200 años de la fundación de La Gazeta de Buenos Ayres, el programa Puertas del Bicentenario (del Gobierno de la Ciudad de Buenos Aires) entregó la Medalla del Bicentenario a un grupo de periodistas, entre ellos Julia Constenla.
El 20 de febrero de 2011, Constenla declaró en la Megacausa ESMA, por haber sido testigo de un allanamiento que la Marina realizó en la casa de su vecino, el periodista Rodolfo Walsh.
Debido a los valores democráticos y los principios éticos que tuvo durante su carrera dentro del periodismo, el Foro de Periodismo Argentina (FoPeA) la nombró socia honoraria el 7 de junio de 2011.

## Fallecimiento
Falleció el 14 de septiembre de 2011 en el Hospital Italiano (de Buenos Aires) a los 83 años. Su muerte (por complicaciones posoperatorias) se produjo horas después de una operación intestinal de rutina a la que fue sometida.
El 19 de septiembre de 2011, la Cámara de Diputados de la Nación Argentina expresó su pesar por su muerte.

## Obras[2][24]
El libro más difundido de Julia Constenla fue Che Guevara, la vida en juego, donde rearma la vida del guerrillero argentino desde su nacimiento en Rosario (en 1928), hasta su muerte en Bolivia (en 1967).
- 1993: El ser social, el ser moral y el misterio. Diálogos con monseñor Laguna.
- 1997: Sabato, el hombre. Una biografía. Buenos Aires: Sudamericana (ISBN 978-950-07-3524-7),[8] y Madrid: Seix Barral.[3]
- 1998: Cronología anotada de Aníbal Troilo, en María Esther Gilio: Aníbal Troilo, Pichuco. Conversaciones, prologado por Juan Gelman. Buenos Aires: Libros Perfil, 153 páginas.[26]
- 2000: Medio siglo con Sábato. Buenos Aires: Ediciones B.[3]
- 2002: Vivir vale la pena. Buenos Aires: Sudamericana.[3]
- 2004: Celia, la madre del Che. Buenos Aires: Sudamericana.
- 2006: Che Guevara, la vida en juego. Buenos Aires: Edhasa.[27]
- 2006: Michelle Bachelet: digo lo que pienso, hago lo que digo, palabra de mujer. Buenos Aires: Lumiere.
- 2009: Raúl Alfonsín, biografía no desautorizada. Buenos Aires: Vergara.[3]